# كلمات الأغاني: 1956 حتى الوقت الحاضر
كلمات الأغاني: 1956 حتى الوقت الحاضر (بالإنجليزية: The Lyrics: 1956 to the Present) كتاب صدر في نوفمبر 2021 للموسيقي بول مكارتني، عضو فريق الروك البريطاني «البيتلز»، والشاعر الأيرلندي بول مولدون. صدر الكتاب عن دار النشر «بنجوين بوكس Penguin Books Ltd» في المملكة المتحدة في 960 صفحة، وعن نورتون / ليفرايت W.W. Norton/Liveright في الولايات المتحدة الأمريكية، وعن C.H. Beck في ألمانيا.

## ملخص الكتاب
يتألف الكتاب من مناقشات مكارتني مع مولدون حول كلمات 154 أغنية كتبها خلال فترة عمله كعضو في فريق الروك البيتلز وفريق وينجز Wings  بعد انفصاله وعمله منفرداً. الأغاني مرتبة أبجديًا في مجلدين. يحتوي الكتاب أيضًا على العديد من الصور واللوحات والنصوص المكتوبة بخط اليد التي لم تنشر من قبل. تحدث مولدون مع مكارتني على مدى خمس سنوات في جلسات مدتها ساعتين إلى ثلاث ساعات أثناء تأليف الكتاب وشعر أن «رؤى مكارتني في عمليته الفنية تؤكد فكرة كنا نعتقد أن بول مكارتني هو شخصية أدبية رئيسية ويعتمد على التراث الطويل للشعر باللغة الإنجليزية ويوسع نطاقه». شعر مولدون أن حواراتهم تحاكي جلسات الكتابة التي أجراها مكارتني مع جون لينون حيث كانا «مصممين على عدم مغادرة الغرفة أبدًا بدون إنتاج شيء مثير للاهتمام».
لطالما رفض مكارتني في السابق كتابة سيرة ذاتية، متذكرًا أنه سُئل «أكثر مما يمكنني اعتباره» على أنه «لم يكن الوقت مناسبًا أبدًا». قال مكارتني إنه لم يحتفظ أبدًا بمذكرات لتذكر الماضي ولكن لديه «أغنياتي، المئات منها، التي تعلمتها تخدم كثيرًا نفس الغرض. وهذه الأغاني تمتد على طول حياتي».

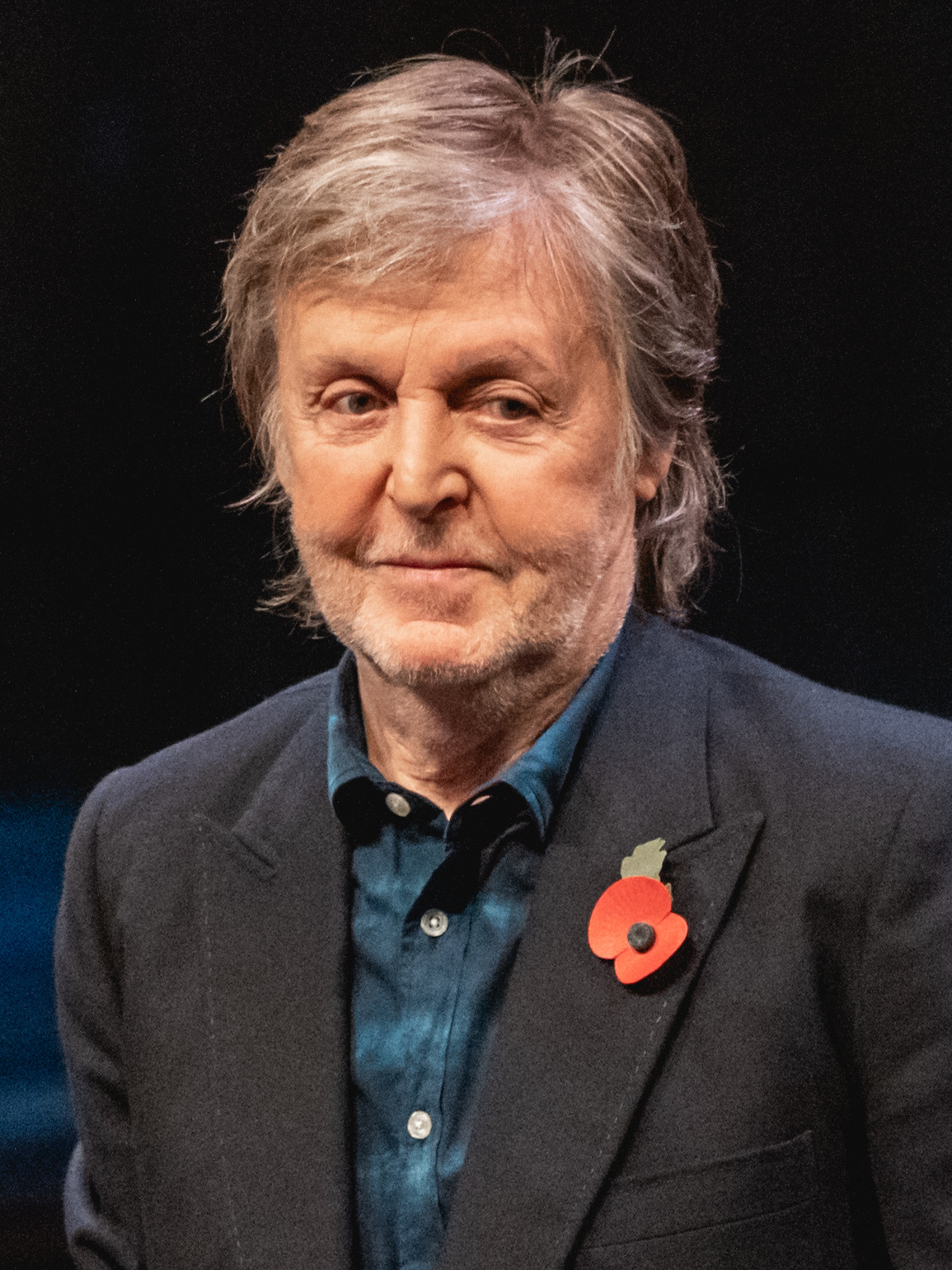
بول مكارتني

## استقبال الكتاب
تلقى الكتاب مراجعات أكثرها إيجابية. كتب ديفيد هيبوورث من صحيفة الجارديان أنه "في حين أن أعضاء البيتلز الآخرين كتبوا بشكل متقطع بعد تفكك الفريق، استمر بول في إخراج قلمه الرصاص، وأخذ جيتاره إلى ركن هادئ وكتب أغنية أخرى، على أقل للمحافظة على الإلهام، لقد كانت عضلة يجب أن يستخدمها أو يخسرها. لقد قضى أكثر من 10000 ساعة في وضع اللغز الأبدي للانتقال من بداية الأغنية إلى نهايتها وهو ما مكنه من إبهار داستن هوفمان بكتابة أغنية "كلمات بيكاسو الأخيرة (اشرب لي) Picasso's Last Words (Drink To Me)" وهو جالس أمام هوفمان الذي سأل: "هل يمكنك كتابة أغنية عن أي شيء؟" والإجابة: نعم يا داستن من الواضح أنه يستطيع ذلك". وقال موقع "سونج فاكت Songfacts": "تناول بول مكارتني العشاء مع داستن هوفمان الذي روى له قصة وفاة بابلو بيكاسو وكلماته الأخيرة الشهيرة، "اشرب لي، اشرب لصحتي. أنت تعلم أنني لا أستطيع أن أشرب بعد الآن." كان بجانب بول جيتاره وعزف على الفور مرتجلًا ومقتبساً الكلمات التي سردها هوفمان، وهكذا، ولدت أغنية "كلمات بيكاسو الأخيرة"، وتم تسجيلها لاحقًا وإضافتها إلى ألبوم "فريق على طريق الفرار Band on the Run." يواصل ديفيد هيبوورث من الجارديان قائلاً إنه أعجب أيضًا بالأشخاص الذين ذكرهم مكارتني: "الفهرس هو تذكير بحقيقة أنه بعد أن اشتهر بعمله لمدة 60 عامًا، التقى بول مكارتني بكل شخص أراد مقابلته، بعد أن تعلم من كتاب كريج براون الأخير  أن مالكولم موغيريدج ذهب لمشاهدة مسرحية البيتلز في هامبورغ، لمشاهدة الوحي الذي ظهر لبول في عام 1964 ليهز، دون سابق إنذار، باب برتراند راسل."
أشار ديفيد هاجدو من صحيفة نيويورك تايمز إلى أن: «مكارتني يظهر مدى عمق غماره في التاريخ الأدبي ومدى القواسم المشتركة بين إنتاجه ككاتب أغاني وأعمال أمثال ديكنز وشكسبير». ويختم قائلاً: «ندرك أنه حقًا رجل كلمة، وعضو البيتلز الأدبي والأكثر عقلًا.»
أشاد ديفيد كيربي من صحيفة واشنطن بوست بالكتاب وقال إن: "قراءة الكتاب مثل الوقوف في مطبخ رئيس الطهاة وهو يعد طبقًا، مضيفًا دفعة من هذا وملعقة من ذلك والتحدث إلينا بشكل فائز لدرجة أننا لا نفعل ذلك" لم ندرك حتى وقت لاحق أنه قد حجب أحد المكونات، أحد المكونات، لأنه كان منشغلًا بعمق، لم يكن يعلم أنه كان يحجبه".
كتب بليك موريسون في مراجعته لصحيفة الغارديان أن القصص التي ذكرها مكارتني غير عادية ومسلية: "غالبًا ما تكون القصص وخلفيات الأغاني مثيرة للاهتمام مثل كلمات الأغاني كما في أغنية "تذكرة للركوب Ticket to ride" حيث كان يفكر هو وجون لينون في رحلة قاما بها إلى مدينة رايد Ryde بجزيرة وايت (تشابه عنوان الأغنية " " مع المدينة التي قاموا بزيارتها)، وفي أغنية "الطائر الأسود Blackbird" وكلماتها عن الأجنحة المكسورة والتي كتبها مكارتني بعد اغتيال مارتن لوثر كينج. وأغنية "يا جود Hey Jude" كانت في الأصل "يا جوليان Hey Julian" بالإشارة لابن جون لينون جوليان الذي أصبح وحيداً بعد طلاق لينون من سينثيا. وتصوير شكل المجتمع في أغنية "بيني لاين Penny Lane" المأخوذ من الدراما الإذاعية "تحت خشب الحليب" للشاعر ديلان توماس. وأغنية "أنها راحلة She's Leaving Home" التي تبدو جزءاً من سيناريو الدراما التلفزيونية "مسرحية الأربعاء."
خلص موريسون في مراجعته إلى أن: «الكلمات على صفحات الكتاب قد تبدو عشوائية أو مبتذلة، بعد تجريدها من الموسيقى. ولكن في أحسن الأحوال، هو كاتب غنائي رائع متعدد الاستخدامات: شاعر التروبادور الفرنسي، الكوميديان، الشاعر الحزين، المعلق الاجتماعي، الشاعر الذي يعبر عن الآخرين. وأي شخص لديه حتى نصف اهتمام بالبيتلز سيجد الكتاب رائع.» 

## وصلات خارجية
https://wwnorton.com/books/9781631492563 كلمات الأغاني: 1956 حتى الوقت الحاضر
https://www.goodreads.com/en/book/show/57132832-the-lyrics كلمات الأغاني: 1956 حتى الوقت الحاضر
https://books.google.com.sa/books/about/The_Lyrics.html?id=V-E8zgEACAAJ&redir_esc=y كلمات الأغاني: 1956 حتى الوقت الحاضر